# Le Manoir, Eure

Le Manoir este o comună în departamentul Eure, Franța. În 1 ianuarie 2022 avea o populație de 1.279 de locuitori.